# Чорна Олена Іванівна
Олена Іванівна Чорна (нар. 23 липня 1944, місто Вінниця Вінницької області) — українська радянська діячка, заготівельниця деталей Вінницького радіолампового заводу. Депутат Верховної Ради УРСР 9—10-го скликань.

## Біографія
З 1962 року — заготівельниця деталей електровакуумних приладів Вінницького радіолампового заводу імені 60-річчя Жовтня виробничого об'єднання «Октябрь».
Член КПРС з 1966 року.
Освіта вища.
Потім — на пенсії в місті Вінниці.

## Нагороди
- ордени
- медалі